# ISO 8601

Az ISO 8601 magyarázata - mindhárom bemutatott bővítés érvényes.

Az ISO 8601 nemzetközi szabvány naptári és időmérési adatok egységes megjelenítésére. Tárgya: adatelemek és adatcsere-formátumok – információcsere – a dátumok és az időpontok ábrázolása. Magyar változata az MSZ ISO 8601. A szabványt először az ISO adta ki 1988-ban. Célja a – nyelvi sajátosságokból adódó – különböző dátum- és időpont-ábrázolási módokból adódó különböző értelmezési lehetőségek elkerülése.
A szabvány rögzíti az adatelemek sorrendjét: előre helyezi az évszámot jelölő karaktersorozatot, amelyet rendre az egyre kisebb időtartamot jelölő értékek követnek.
A szabvány a különböző időzónák, nyári és téli időszámítások problémakörének kezelése érdekében az egyezményes koordinált világidőt (UTC) használja.

## Története
Az ISO 8601 szabványt először 1988-ban tették közzé, második változatát 2000-ben, harmadik változatát 2004-ben publikálták. A szabvány számos korábban kiadott, dátumról és időpontról szóló szabvány helyébe lépett, kiadása hatályon kívül helyezte az ISO 2014, az ISO 2015, az ISO 2711, az ISO 3307 és az ISO 4031 szabványokat.
Az ISO 2014 vezette be a dátumok ábrázolására az YYYY-MM-DD formátumot. A hetek számozásának rendszerét az ISO 2015, a napok számozását az ISO 2017 dolgozta ki.
A szabványt az ISO Technical Committee TC 154 gondozza.

## A szabvány alapelvei
- A dátum- és az időadatok értékeinek sorrendje kötött: év, hónap (vagy hét), nap, óra, perc, másodperc, majd a másodperc törtrészei.
- Minden dátum- és időadat rögzített számjegyből áll, szükség esetén az értékeket nullák egészítik ki.
- Kétféle formátumot különböztet meg a szabvány: az alapformátum a lehető legkevesebb karakterrel ábrázolja az időpontot, míg a kiegészített formátum az olvasó számára könnyebben feldolgozható kiegészítő elemeket tartalmaz.[4] A dátumok elemei (év, hónap, hét, nap) közé kötőjel, míg az időpontok elemei (óra, perc, másodperc) közé kettőspont kerül.
- Egyes elemek elhagyhatók, a sorrend megtartása mellett. Például a 2004-05 a 2004. év ötödik hónapját jelöli.
- A szabvány támogatja a másodperc törtrészének használatát.

## Dátumok
A szabvány a Gergely-naptárra épül.
Az ISO 8601-ben referenciadátumként 1875. május 20. szolgál. (Ezen a napon írták alá Párizsban a méteregyezményt.) Mindazonáltal a szabvány kompatibilis a Gergely-naptárral az ezt megelőző időszakra is, egészen annak 1582. október 15-i bevezetéséig.

### Évek
Az ISO 8601 előírása szerint az évszámot 4 számjeggyel (YYYY) kell ábrázolni a 2000-es év problémájának elkerülése érdekében.
A szabvány bevezeti a nulladik év fogalmát. (Ez a Gergely-, illetve a Julián naptárban a Kr. e. 1. évnek felel meg.) Az ezt megelőző és a 9999 utáni évek ábrázolására egy előjelet, valamint egy kiegészítő karaktert (±Y) biztosít a szabvány. Kiegészítő karakter használata esetén az évszámot mindig egy + vagy − jel előzi meg; a nulladik év elé ebben az esetben pluszjel kerül.
A nulladik év használata miatt az időszámítás előtti évszámokból egyet ki kell vonni. Például az i. e. 3. évnek a −0002 felel meg. (Az eltérés oka, hogy a Kr. e./Kr. u., illetve i. e./i. sz. rendszerben nincs nulladik év.)

### Naptári napok
A naptári napok az YYYY-MM-DD vagy az YYYYMMDD formátumban adhatók meg, ahol az YYYY a 4 számjeggyel megadott, 0000 és 9999 közötti évszámot jelöli, az MM a 2 számjeggyel felírt hónapot (01 és 12 közötti érték) helyettesíti, míg a DD-nek a szintén 2 számjeggyel adott nap (01 és 31 közötti érték) felel meg. Például 2010. június 13. kiegészített formátumban 2010-06-13, alapformátumban 20100613 alakban ábrázolható.
A szabvány lehetővé teszi egyes elemek – például a nap – elhagyását. Például 2010 júniusa ábrázolható 2010-06 alakban. (Nem használható viszont a 201006 alak.) A hónap elhagyásával megadható (2010 alakban) az év, vagy az év utolsó két jegyének elhagyásával (20) megadható a 2000-es évek.
Ha a szabvány által a teljes naptári időpont bemutatására szolgáló kétfajta  YYYY-MM-DD  és  YYYYMMDD  változatból elhagyják a napot, akkor csak a teljes évszám-hónap  YYYY-MM  használata engedélyezett. A teljes évszám és hónap  YYYYMM használata kötőjel nélkül a félreérthetőség miatt tiltott, hiszen ez a gyakran használt YYMMDD változattal összetéveszthető.

### Ahetekjelölése
Az év heteinek jelölésére lehetséges változatok a jobb oldali keretben láthatóak. Az év (YYYY) jelölése az ISO szerinti év heteinek számozásában némileg eltér a naptári évtől, mivel az újév napjára vagy ahhoz legközelebb eső hétfőre esik az első hét első napja (lásd a példákat). A Www a hét számozásában egy nagy W betűvel az adott hét sorszáma előtt W01-től W53-ig a hét sorszámát és a harmadik numerikus érték kötőjellel vagy anélkül 1-től 7-ig mutatja a napot. A napoknál az 1 jelentése hétfő és egyesével növekednek a továbbiak, értelemszerűen a vasárnapot mutatja a 7-es szám. A W53 hét csak abban az esetben adódik, ha december 31. csütörtökre esik, akkor például az az 53. hét 4. napja, vagy ha szökőévben december 31-e péntekre esik (53. hét 5. napja). Az ilyen fajta naptári jelölés elsősorban a gyáriparban népszerű.
Példák:
- 2014-12-31 átírva 2015-W01-3
- 2016-01-01 átírva 2015-W53-5
- 2017-04-15 átírva 2017-W15-6